# Сражение под Новой Весью (1831)
Сражение под Новой Весью — сражение 19 февраля 1831 года, во время польского восстания.

## История
Начальник отряда польских войск Роман Солтык, получив в конце января известие о движении части V резервного кавалерийского корпуса генерала Крейца к Радому, сосредоточил свои силы (около 10 тыс.) и двинулся навстречу Крейцу, главные силы которого (10 эскадронов и 10 орудий) находились в Козеницах, а авангард (в эскадронов, 3 сотни и 6 орудий) под командованием полковника Бутовича был выдвинут к Новой Веси.
7 февраля утром казаки были атакованы полком косиньеров и отрядом конных кракусов, которые после кровопролитной схватки оттеснили их за Новую Весь. Вслед за ними двигалась уланская дивизия Дверницкого (22 эск. и 16 ор.), между тем как польская пехота (7 батальонов) обходила левый фланг русских войск через лес. Подготовив атаку картечным огнём 16 орудий, Дверницкий врезался в слабый драгунский отряд и, несмотря на его упорное сопротивление и меткий огонь артиллерии Бутовича, смял драгун и отбросил их. Кракусы Серавского пытались преследовать отступавших драгун, но были опрокинуты войсками резерва и поспешно отошли с уроном. Наступившая темнота прекратила сражение.
Крейц, прибывший к концу боя, решил на следующий день атаковать поляков, для чего стал стягивать силы к Новой Веси, но на утро оказалось, что Солтык отступил. Крейц по правому берегу реки отошёл к Тычину.
Русские потери составили 105 человек убитыми, ранеными и пленными и 4 орудия.